# Flughafen Mumbai

i8
i11
i13

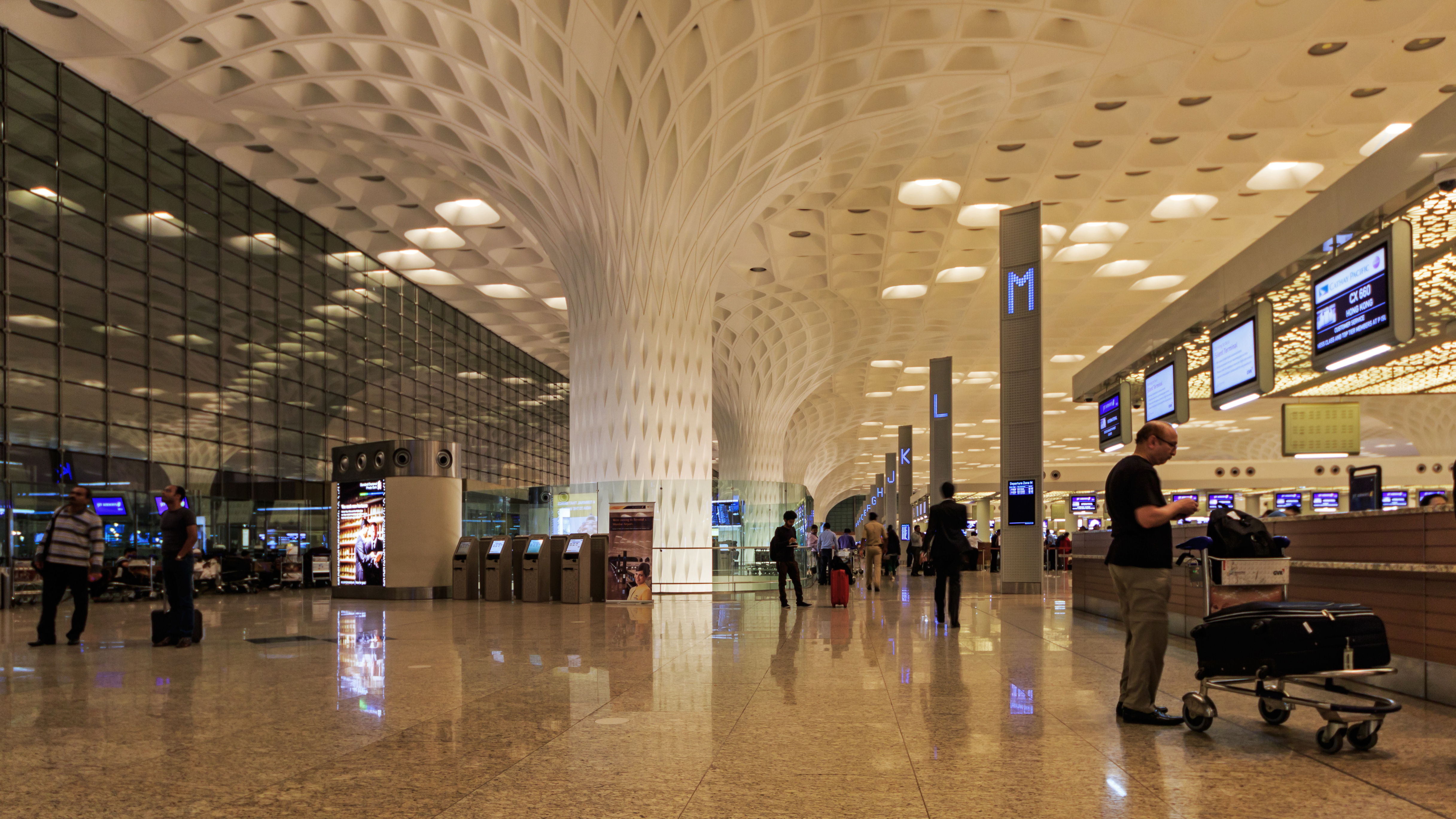
Innenansicht von Terminal 2

Der Chhatrapati Shivaji Maharaj  International Airport (IATA-Code: BOM, ICAO-Code: VABB) ist ein großer internationaler Verkehrsflughafen in Mumbai (bis 1995 Bombay) in Indien.
Der Flughafen befindet sich ungefähr 15 km nördlich des unmittelbaren Stadtzentrums auf nur 11 m über dem Meeresspiegel.
Frühere Namen waren Santacruz und Sahar International Airport, bevor er nach dem hinduistischen Marathenkönig (Chhatrapati) Shivaji aus dem 17. Jahrhundert umbenannt wurde.
Da sich der Flughafen aufgrund der umliegenden Bebauung nur schwer erweitern lässt, wird momentan ein neuer Flughafen mit dem Namen Navi Mumbai International Airport gebaut. Die Eröffnung ist für 2025 geplant.

## Statistik und Nutzung
Der Flughafen ist einer der geschäftigsten in Südasien. Es verkehren regulär 46 internationale Fluggesellschaften. Air India betreibt hier ein Drehkreuz. Der Flughafen verzeichnete 2010 täglich über 600 Flugbewegungen und fertigte 2015 über 40 Mio. Passagiere ab. 2007 konnte sich Mumbai als erster Airport Indiens in die Weltliga der großen Flughäfen mit über 25 Millionen Passagieren einreihen; seit 2010 wird er vom erweiterten Flughafen Neu-Delhi übertroffen.

## Anlage

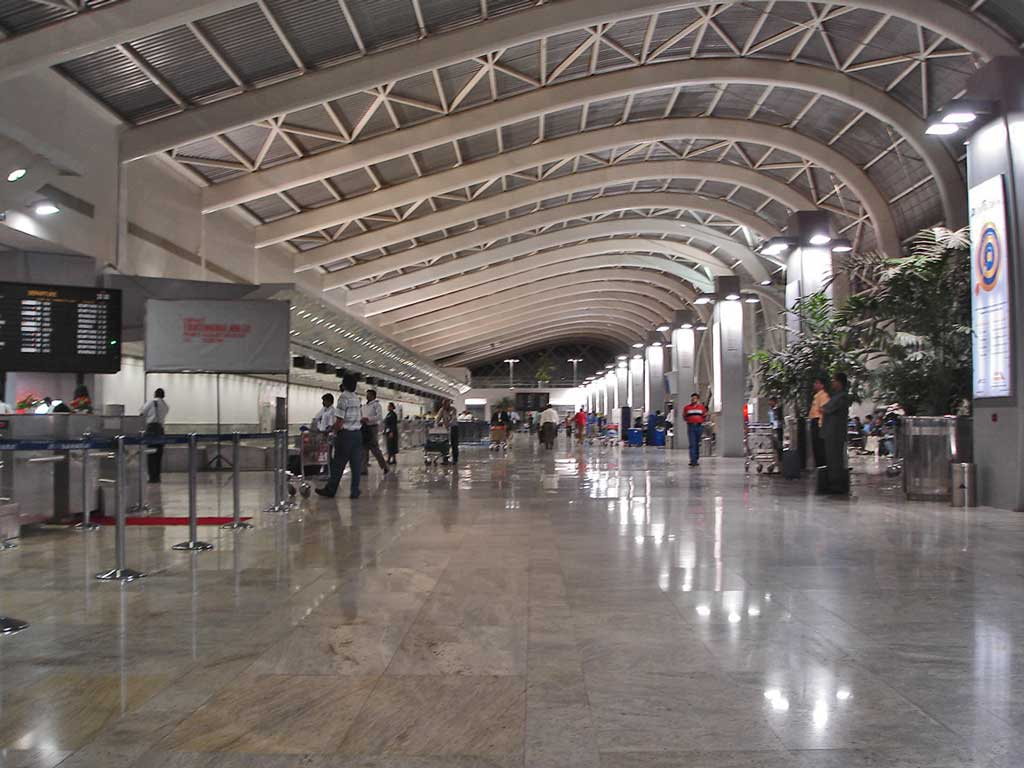
Das nationale Terminal, Bereich 1B

Der Flughafen besteht aus einem internationalen Terminal (Terminal 2, genannt Sahar) und dem nationalen Terminal (Terminal 1, genannt SantaCruz). Die Terminals unterteilen sich „landseitig“, also im Bereich vor den Sicherheitskontrollen, weiter in die Bereiche 1A und 1B sowie 2B und 2C; die Teile 1C sowie 2A wurden bis 2010 gebaut beziehungsweise umgebaut.
Es gibt zwei Start- bzw. Landebahnen: 09-27 und 14-32. Runway 14-32 (2925 m) verläuft zwischen den Terminals 1 und 2, während die Hauptbahn 09-27 (3489 m) diese kreuzt und südlich der Terminals verläuft.
Zwecks Abfertigung des Airbus A380  wurden die Fluggastbrücken und die Parkpositionen erweitert sowie die Betondecke der Pisten verstärkt. Derzeit fliegen folgende Airlines mit dem A380 nach Mumbai: Singapore Airlines auf der Route Singapur–Mumbai und Emirates auf der Route Dubai–Mumbai.
Im Zeitraum 2006 bis 2010 wurde der Flughafen in mehreren Stufen umgebaut, er erreichte 2011 eine Kapazität von 40 Millionen Passagieren und einer Million Tonnen Fracht. Das neue Terminal wurde am 11. Januar 2014 fertiggestellt.

## Zwischenfälle
- Am 16. November 1947 kam eine Avro York C.1 der britischen Royal Air Force (Luftfahrzeugkennzeichen MW293) bei der Landung mit einem ausgefallenen Triebwerk auf dem Flughafen Bombay-Santa Cruz (Indien) ins Schlingern. Das Fahrwerk wurde absichtlich eingefahren und das Flugzeug kam auf dem Bauch zum Stillstand. Es wurde irreparabel beschädigt. Alle Insassen, Besatzungsmitglieder und Passagiere, überlebten den Unfall.[5][6]

- Am 6. Februar 1948 verunglückte eine Vickers Viking der Air India (VT-CLY) auf dem Flug vom Flughafen Kalkutta-Dum Dum zum Flughafen Bombay-Santacruz. Nach einem Triebwerkausfall missglückte hier die Landung, aber alle 19 Insassen überlebten.[7]

- Am 7. April 1949 wurde eine weitere Vickers Viking der Air India (VT-CIZ) auf dem Flug nach Karachi bei einer Bauchlandung auf dem Strand 16 km nordnordwestlich des Flughafens Bombay-Santacruz irreparabel beschädigt. Alle 23 Personen an Bord überlebten.[8]

- Am 12. Juli 1949 wurde eine Lockheed L-749 Constellation der niederländischen KLM Royal Dutch Airlines (PH-TDF) im Anflug auf den Flughafen Bombay-Santacruz in einen Hügel fünf Kilometer östlich des Flughafens geflogen. Bei diesem CFIT (Controlled flight into terrain) wurden alle 45 Personen an Bord getötet, elf Besatzungsmitglieder und 34 Passagiere.[9]

- Am 19. Juli 1959 flog eine Lockheed L-1049G Super Constellation der Air India (VT-DIN) während eines zu späten Durchstartversuchs aufgrund einer falschen Höhenmessereinstellung am Flughafen Bombay ins Gelände und wurde zerstört. Dennoch überlebten alle 46 Insassen, 7 Besatzungsmitglieder und 39 Passagiere.[10]

- Am 7. Juli 1962 kollidierte eine Douglas DC-8-43 der Alitalia (I-DIWD) auf dem Weg von Sydney über Bangkok und Teheran nach Rom beim Landeanflug auf den Flughafen Bombay mit einem Berg. Die Unfallstelle befand sich nur 1,5 Meter unterhalb des Gipfels. Bei dem durch einen Navigationsfehler ausgelösten Unfall starben alle 94 Menschen an Bord (siehe auch Alitalia-Flug 771).[11]

- Am 27. Juli 1963 stürzte eine De Havilland DH.106 Comet 4C der United Arab Airlines (SU-ALD) beim Nachtanflug während schwerer Turbulenz etwa 10 km westnordwestlich des Flughafens ins Meer. Alle 63 Menschen an Bord kamen ums Leben; das Wrack wurde nicht gefunden.[12]

- Am 4. September 1966 flogen die Piloten eine Sud Aviation Caravelle VI-N der Indian Airlines (VT-DSB) bei einer Übungsplatzrunde mit einem simulierten Triebwerksausfall am Flughafen Bombay in einen nur 250 Meter hohen Hügel. Bei diesem CFIT (Controlled flight into terrain) wurden alle 4 Besatzungsmitglieder getötet, die einzigen Insassen auf dem Trainingsflug.[13]

- Am 28. Mai 1968 stürzte eine Convair CV-990 der Garuda Indonesia (PK-GJA) etwa viereinhalb Minuten nach dem Start nahezu senkrecht zu Boden. Alle 29 Insassen (14 Besatzungsmitglieder und 15 Passagiere) sowie eine Person am Boden kamen ums Leben. Es stellte sich heraus, dass alle vier Triebwerke ausgefallen waren, da die Maschine in Bombay versehentlich mit Flugbenzin statt Kerosin fehlbetankt wurde (siehe auch Garuda-Indonesia-Flug 892).[14]

- Am 23. Januar 1971 wurde eine Boeing 707 der Air India (VT-DJI) beim Versuch zerstört, mit nur drei der vier Triebwerke zu starten. Alle Insassen überlebten.[15]

- Am 24. September 1972 befand sich die Douglas DC-8-53 JA8013 der Japan Airlines im Anflug auf den Flughafen Bombay-Santacruz, als die Piloten statt des internationalen Flughafens irrtümlich den kleineren Flugplatz Bombay-Juhu in dessen Nähe ansteuerten. Bei der Landung schoss die Maschine über die mit 1143 m Länge viel zu kurze Landebahn hinaus. Unter den 122 Insassen gab es keine Todesopfer, allerdings wurde das Flugzeug irreparabel beschädigt.[16]

- Am 3. Juli 1973 wurde eine Sud Aviation Caravelle VI-N der Indian Airlines (VT-DPO) auf dem Flughafen Bombay mit exzessiv hoher Geschwindigkeit gelandet, wodurch sie nach einem harten Aufsetzen wieder in die Luft stieg. Der nächste Aufschlag erfolgte auf dem Bugfahrwerk, wodurch im Fahrwerkschacht ein Feuer ausbrach. Das Flugzeug wurde irreparabel beschädigt. Alle 15 Insassen, sieben Besatzungsmitglieder und 8 Passagiere, überlebten den Unfall.[17]

- Am 12. Juni 1975 platzte an einer Boeing 747-128 der Air France (N28888) auf dem Flughafen Bombay bei der erforderlichen 180°-Drehung am Startbahnanfang ein Reifen des Hauptfahrwerks. Während des Startlaufs platzte auch der benachbarte Reifen, woraufhin die Räder und Bremsen auf der Startbahn schleiften und ein Feuer auslösten. Ein Startabbruch mit verspätetem Abstellen der Triebwerke sowie extrem lange Verzögerungen beim Einsatzbeginn der Flughafenfeuerwehr ließen das Feuer zunehmen und führten zur Zerstörung des Flugzeugs. Alle 394 Insassen, 18 Besatzungsmitglieder und 376 Passagiere, überlebten den Unfall.[18]

- Am 17. Juni 1975 setzte eine Sud Aviation Caravelle VI-N der Indian Airlines (VT-DVJ) bei der Landung auf dem Flughafen Bombay erst sehr spät auf der regennassen Landebahn auf. Trotz voller Bremsleistung und Benutzung des Bremsschirms gelang es nicht, das Flugzeug rechtzeitig zu stoppen. Die Benutzung des (nicht regelbaren) Notbremssystems blockierte die Räder, so dass alle Reifen des Hauptfahrwerks platzten. Schließlich schwenkte der Kapitän das Flugzeug scharf auf dem Überroll-Bereich, was zum Abscheren des Backbordfahrwerks und anderen strukturellen Schäden am Flugzeug führte. Alle 93 Insassen, sechs Besatzungsmitglieder und 87 Passagiere, überlebten den Unfall.[19]

- Am 12. Oktober 1976 verunglückte eine Sud Aviation Caravelle VI-N der Indian Airlines (VT-DWN) nach dem Start vom Flughafen Bombay. Durch die Explosion eines der Rolls-Royce Avon-Triebwerke wurde die hydraulische Steuerung zerstört, so dass es zum Kontrollverlust und Absturz kam. Alle 95 Insassen kamen ums Leben (siehe auch Indian-Airlines-Flug 171).[20]

- Am 1. Januar 1978 stürzte eine Boeing 747-200 der Air India (VT-EBD) kurz nach dem Start ins Arabische Meer. Alle 213 Menschen an Bord starben (siehe auch Air-India-Flug 855).[21]

- Am 4. August 1979 wurde eine Hindustan Aeronautics HAL 748 der Indian Airlines (VT-DXJ) nahe Panvel in den Boden geflogen. Die Maschine war auf dem Weg vom Flughafen Pune zum Flughafen Bombay, als sie 29 Kilometer vor dem Zielflughafen in niedriges Gelände flog. Bei diesem CFIT (Controlled flight into terrain) wurden alle 45 Insassen getötet, 5 Besatzungsmitglieder und 40 Passagiere. Beitragende Faktoren waren mehrere Fehler des Radar Controllers. Es war der Unfall einer HAL 748 mit den meisten Todesopfern (Flugunfall einer HAL 748 der Indian Airlines bei Panvel).[22]

- Am 22. Juni 1982 misslang bei der sehr harten Landung einer Boeing 707 der Air India (VT-DJJ) das Durchstarten; die Maschine geriet über die Landebahn hinaus und zerbrach. Es gab 17 Tote (siehe auch Air-India-Flug 403).[23]

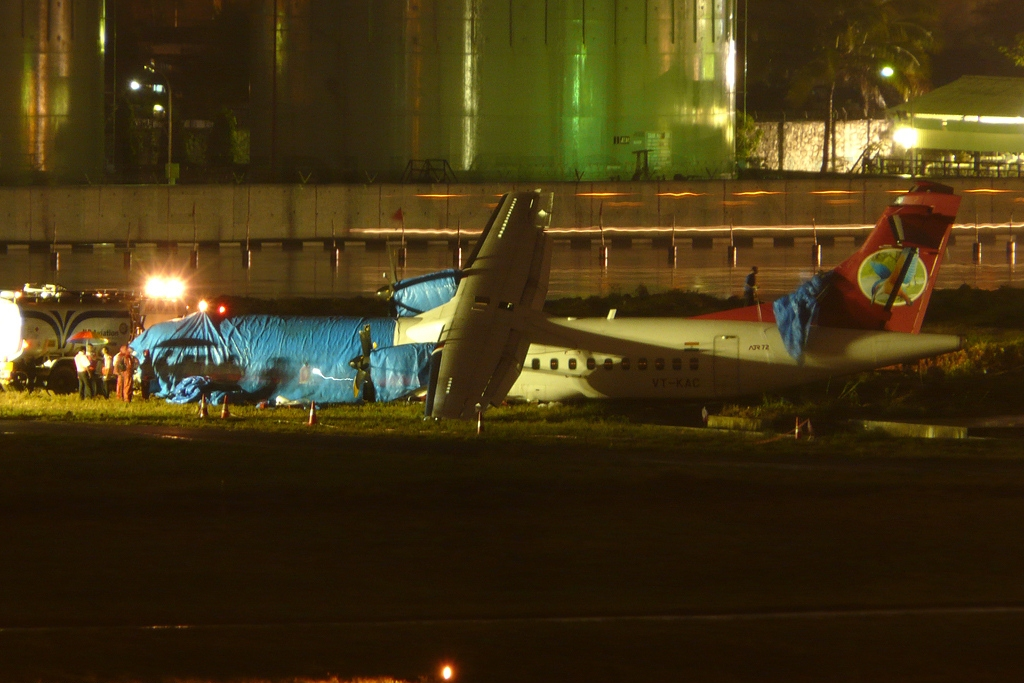
Die am 10. November 2009 verunglückte ATR 72-500 (Kennzeichen VT-KAC) der Kingfisher Airlines.

- Am 12. Januar 1983 wurde bei einer Lockheed WV-2/L-1049 Super Constellation der Indischen Marineflieger (Kennzeichen IN-316) während des Rollens auf dem Flughafen Bombay versehentlich das Fahrwerk eingefahren. Die Maschine wurde irreparabel beschädigt, aber alle Besatzungsmitglieder überlebten.[24]

- Am 4. September 2009 entstand beim Rollen aufgrund eines Wartungsfehlers ein Feuer am Triebwerk 1 der Boeing 747-400 VT-ESM der Air India, das sich in Richtung auf den Rumpf ausbreitete. Von den 229 Personen an Bord wurden 21 bei der Evakuierung verletzt; die 747 wurde zerstört.[25]

- Am 10. November 2009 verunglückte eine ATR 72-500 (VT-KAC) der Kingfisher Airlines mit 38 Passagieren und vier Mann Besatzung an Bord unterwegs von Bhavnagar nach Mumbai bei der Landung in Mumbai. Es kam niemand zu Schaden, aber das Flugzeug musste abgeschrieben werden.[26]